# Massad Boulos

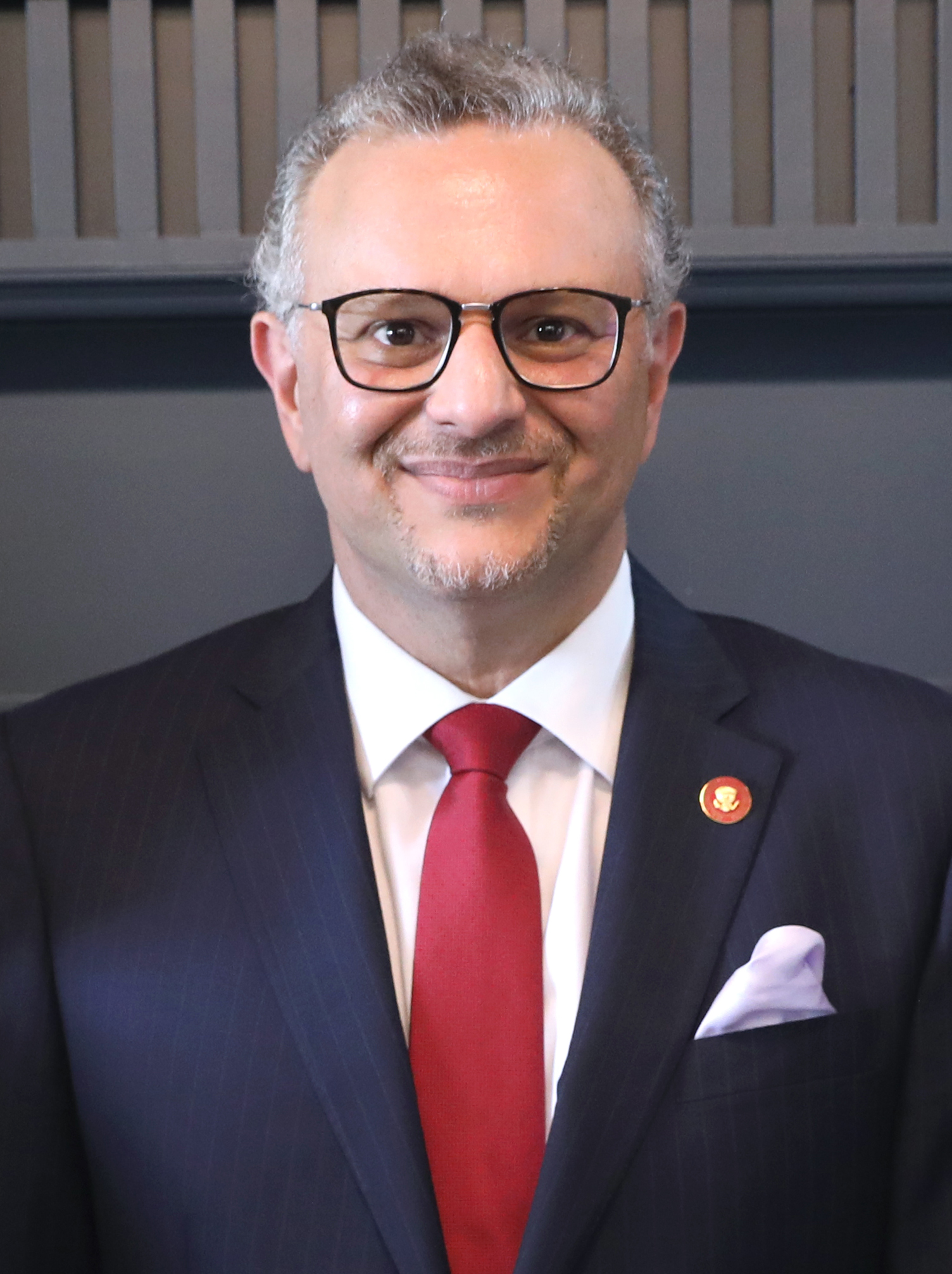
Massad Boulos

Massad Boulos (arabisch مسعد بولس, * 1971 in Kfaraakka, Distrikt Koura) ist ein libanesisch-US-amerikanischer Geschäftsmann. Er ist der Schwiegervater von Donald Trumps Tochter Tiffany und unterstützte Trumps erfolgreiche Präsidentschaftskampagne bei den Präsidentschaftswahlen 2024 in den Vereinigten Staaten. Im Dezember 2024 ernannte Trump Boulos zu seinem außenpolitischen Berater für den Nahen Osten. Er wurde im April 2025 jedoch stattdessen zum Berater für Afrika gemacht.

## Laufbahn
Boulos wurde in eine griechisch-orthodoxe Familie im Libanon geboren. Sowohl sein Vater als auch sein Großvater waren wichtige Persönlichkeiten in der libanesischen Politik und sein Schwiegervater war ein wichtiger Geldgeber der Freien Patriotischen Bewegung. Als Teenager zog er nach Texas und 1993 schloss er sein Studium an der University of Houston-Downtown mit einem Bachelor of Business Administration ab. Nach seinem Studium ging er nach Nigeria, wo er als Händler von LKWs und Autoteilen für das Familienunternehmen der Boulos tätig war. Berichte, dass Boulos Milliardär sein soll, ein Image, welches er selbst kultiviert haben soll, sind laut der New York Times falsch.
Er verfügt über gute Kontakte in die libanesische Politik, darunter zu der christdemokratischen Freien Patriotischen Bewegung und dem christlichen Politiker Suleiman Frangieh, dem Sohn des gleichnamigen ehemaligen Premierministers Suleiman Frangieh. Frangieh gilt als Verbündeter der schiitischen Hisbollah. Boulos begann seine politische Karriere als Anhänger von Michel Aoun und vertrat seine Freie Patriotische Bewegung in Nigeria, wo Boulos geschäftlich tätig war. 2009 plante er für das libanesische Parlament zu kandidierten, Aoun entschied sich allerdings einen anderen Kandidaten aufstellen zu lassen. Boulos soll sich danach dem prosyrischen Frangieh zugewandt haben.
Mit der Hochzeit seines Sohnes mit Tiffany Trump soll der Trump-Unterstützer in den engsten Kreis der Familie Trump vorgestoßen sein. Bei den US-Präsidentschaftswahlen 2024 warb Boulos in muslimischen und arabischen Gemeinden für Trump, welche im Swing State Michigan eine wichtige Wählergruppe darstellen. Boulos hat auch als Vermittler zwischen der Palästinensischen Autonomiebehörde und ihrem Führer Mahmoud Abbas und Trump fungiert. Nach Trumps Wahlsieg machte er Boulos zu seinem Berater für Afrika. Hierbei war er u. a. an der Vermittlung eines Friedensabkommens zwischen Ruanda und der DR Kongo im Juni 2025 beteiligt, das den USA den Zugriff auf kongolesische Rohstoffe sicherte.

## Persönliches
Boulos besitzt die libanesische, nigerianische, französische und US-amerikanische Staatsbürgerschaft. Er heiratete Sarah Fadoul Boulos, die in Burkina Faso geboren wurde und ebenfalls libanesischer Abstammung ist. Sie zog später mit ihrem Mann nach Lagos. Gemeinsam haben sie vier Kinder. Im Jahr 2022 heiratete ihr Sohn Michael Tiffany Trump, die Tochter von Donald Trump. Ein weiterer Sohn, Fares, ist Schauspieler und spielte eine kurze Nebenrolle in der Fernsehserie The Crown.